# Boa Vista
Boa Vista è una città del Brasile, capitale dello Stato di Roraima, parte della mesoregione del Norte de Roraima e della microregione di Boa Vista.  Boa Vista è il comune più popoloso dello stato di Roraima.

## Etimologia
Il nome Boa Vista significa Bella/Buona Vista. 

## Geografia fisica

### Territorio
È situata sul lato occidentale del Rio Branco, a 220 km dal confine con il Venezuela. È l'unica capitale brasiliana situata al di sopra dell'equatore. 

### Clima
La temperatura nella città è generalmente calda in tutto l'anno e varia di meno di 3 °C nei periodi più freschi. Le precipitazioni superano i 2000 mm. 

## Flora e fauna
Il clima è ottimale per la crescita di una vegetazione molto varia e densa, parte della foresta pluviale.

## Storia
La città di Boa Vista fu la prima area urbana di Roraima.
Boa Vista nacque il 9 luglio 1890 con il nome Boa Vista do Rio Branco. Il fondatore fu Augusto Villeroy, governatore dello Stato di Amazonas. All'inizio i soli abitanti della regione di Boa Vista erano indigeni. Il primo sindaco fu João Capistrano da Silva Mota.
Nel mezzo della seconda guerra mondiale, nel 1943, Boa Vista diventò la capitale del territorio fondato recentemente in quel periodo, Rio Branco. Il territorio prosperò grazie alle estrazioni minerarie della zona, e in seguito il territorio venne elevato al titolo di Stato e cambiò il nome in Roraima. In seguito le attività di estrazione mineraria vennero proibite perché danneggiavano il paesaggio, e l'economia della regione ne risentì profondamente.

## Cultura

### Istruzione
La lingua inglese e la lingua spagnola sono insegnate a scuola.

#### Università

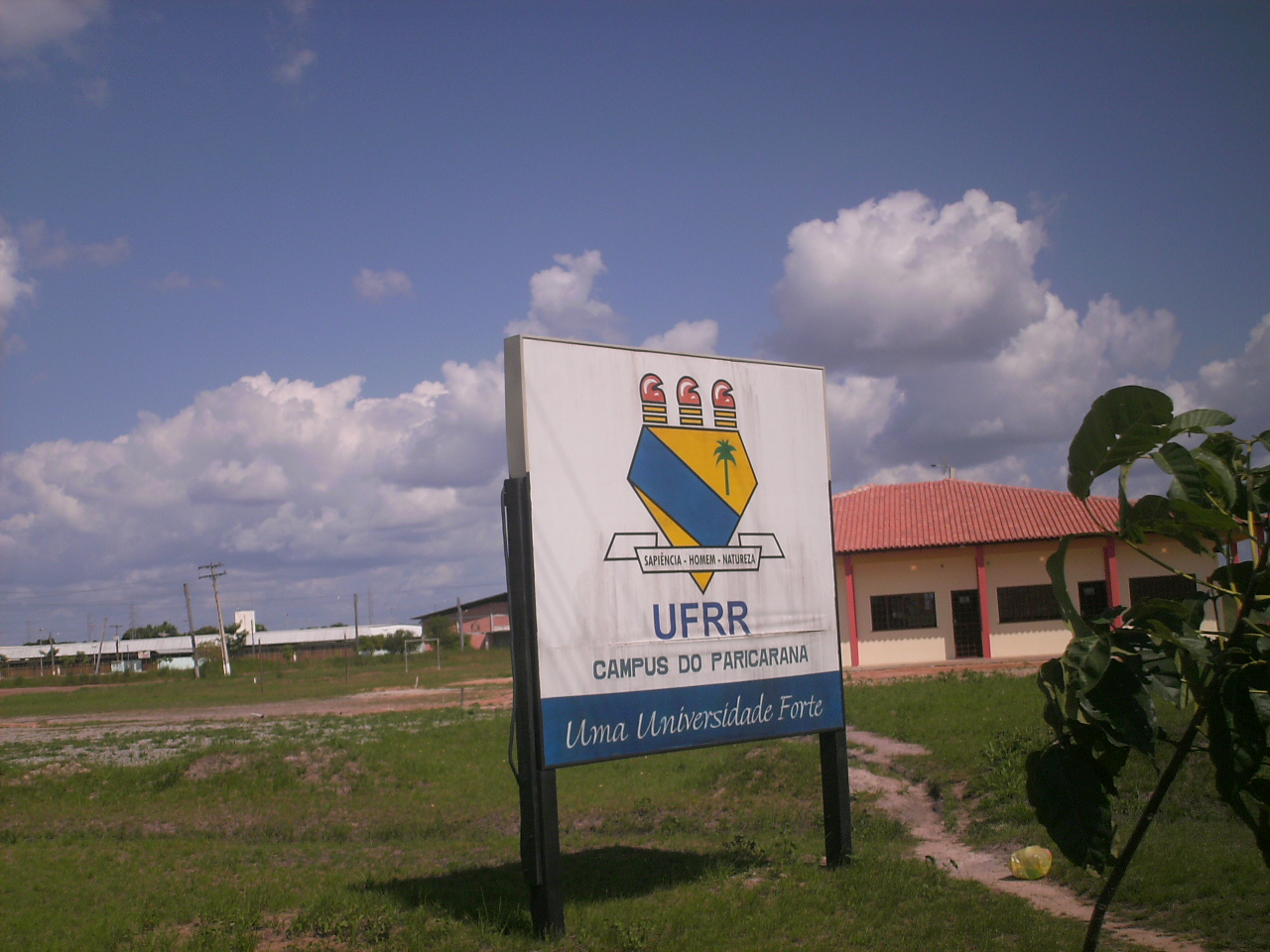
Università Federale di Roraima

- Università Federale di Roraima

### Eventi
La Festa Junina venne introdotta nel nord-est brasiliano dai portoghesi, per i quali il giorno di San Giovanni, il 24 giugno, è una delle feste più popolari e antiche. La festa inizia il 12 giugno e termina il 29, nel giorno di San Pietro. Nei quindici giorni si preparano falò, fuochi d'artificio, e si ballano danze popolari nelle strade.

## Geografia antropica

### Urbanistica
La città si distingue tra le altre della regione settentrionale del Brasile come una città a piano radiale. Progettata dall'architetto Darci Aleixo Deregusson, lo stile è molto simile a quello di Parigi, e venne costruita sotto le istruzioni del Capitano Ene Garcez, il primo governatore di Roraima.

## Economia
Gli affari si svolgono in gran parte con le città di Manaus, capitale dello Stato di Amazonas, Santa Elena de Uairén in Venezuela e Lethem, in Guyana.
Il PIL della città era di R$ 2.265.603.000 nel 2005.
Il guadagno pro-capite per la città ammontava a R$ 9.366 nel 2005.

## Monumenti e luoghi d'interesse
Boa Vista possiede diverse piazze e parchi.
- Forte São Joaquim: fondato nel 1775, si trova a circa 32 km dalla città.
- Anaua Park: è il parco più grande della Regione Nord.
- Ayrton Senna: è l'area turistica maggiormente visitata, e comprende Velia Coutinho, Praça das Águas (una grande piazza con fontane), Millennium Portal e Praça das Artes (la piazza maggiore del complesso).

## Società
Boa Vista è la città più popolosa del  Roraima: circa un terzo della popolazione totale vive in essa.

### Evoluzione demografica
Nel 1950 Boa Vista contava 5 200 abitanti, e nel 2006 ne contava circa 250.000.
La città iniziò ad avere una crescita maggiore rispetto a tutte le altre capitali negli anni settanta, con il 3% di aumento ogni anno. Ciò che attrae immigranti è l'impiego possibile generato dai servizi pubblici e dal commercio.

### Lingue e dialetti
La lingua ufficiale parlata è il portoghese.

## Sport

### Calcio
Ci sono diversi club calcistici:
- Atlético Roraima Clube
- Baré Esporte Clube
- Grêmio Atlético Sampaio
- São Raimundo Esporte Clube
- River Esporte Clube
- Atlético Rio Negro Clube
- Náutico Futebol Clube

Lo stadio più importante della città è l'Estádio Flamarion Vasconcelos, conosciuto anche come Canarinho, situato nel quartiere che porta lo stesso nome, Canarinho, nella zona settentrionale, con una capacità massima di 10 000 persone. Un altro stadio, il Ribeirão, si trova nei sobborghi della città.

## Infrastrutture e trasporti

### Strade
Boa Vista è collegata a Bonfim da una strada.

### Aeroporti
L'aeroporto Internazionale di Boa Vista fornisce viaggi internazionali giornalieri a Paramaribo (Suriname), Georgetown (Guyana), Manaus, Brasilia, Rio de Janeiro e Vitória. L'aeroporto è stato aperto il 19 febbraio 1973 ed è stato ristrutturato e rimodellato nel 1998.
Per spostarsi in qualsiasi altra città brasiliana è necessario un aeroplano.